# De Jeugd van Tegenwoordig (rapgroep)

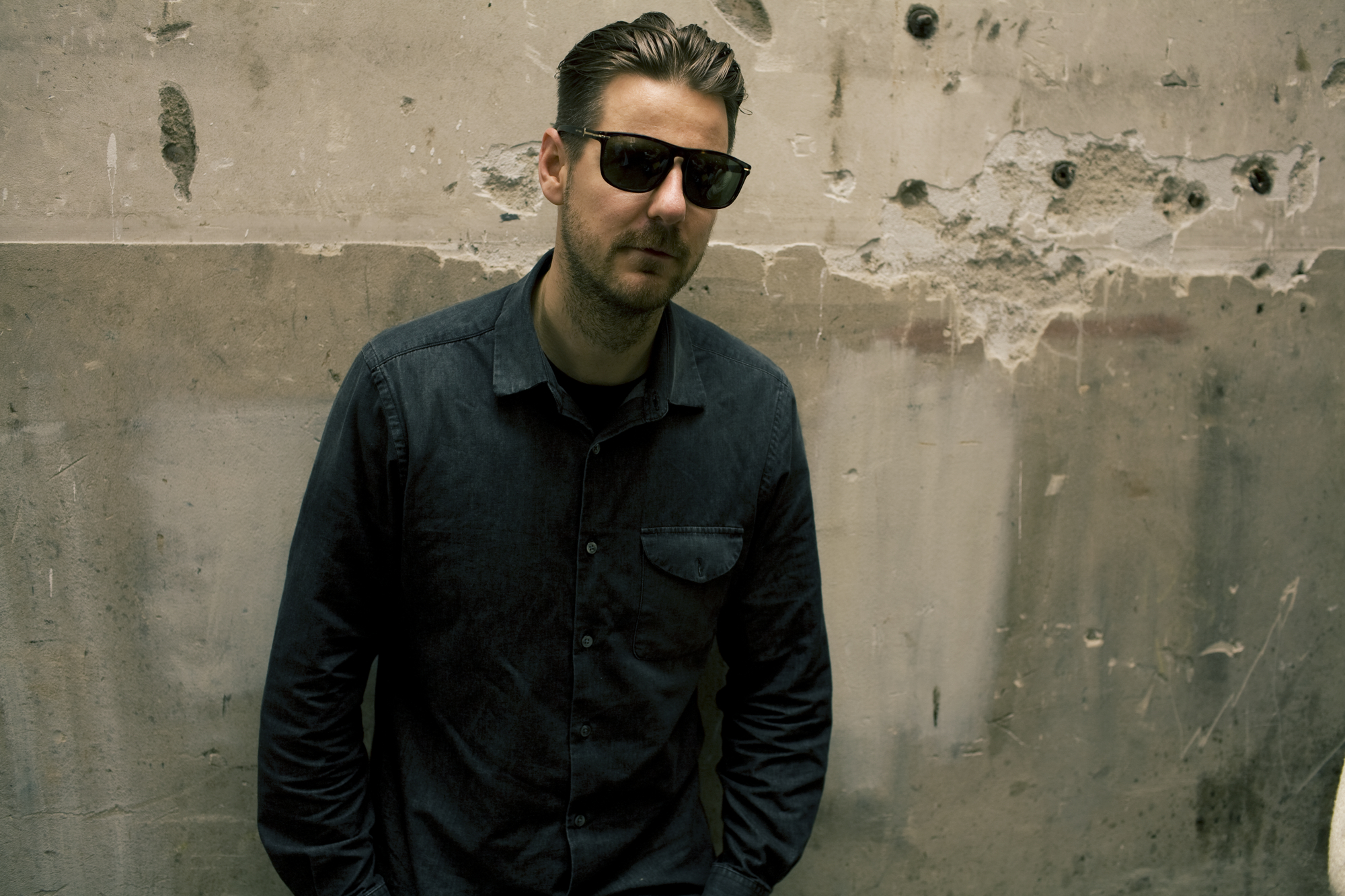
Vieze Fur

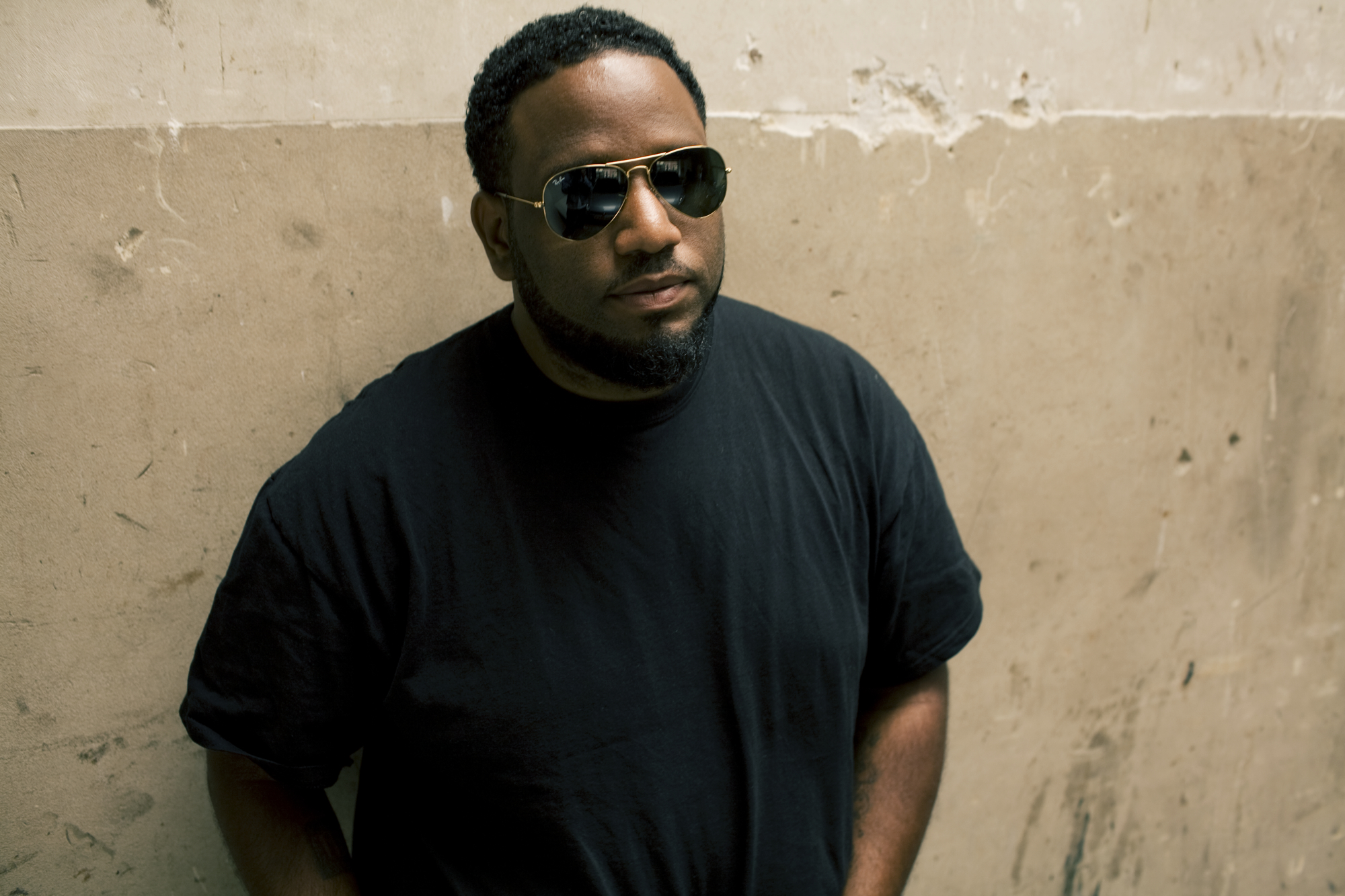
Willie Wartaal

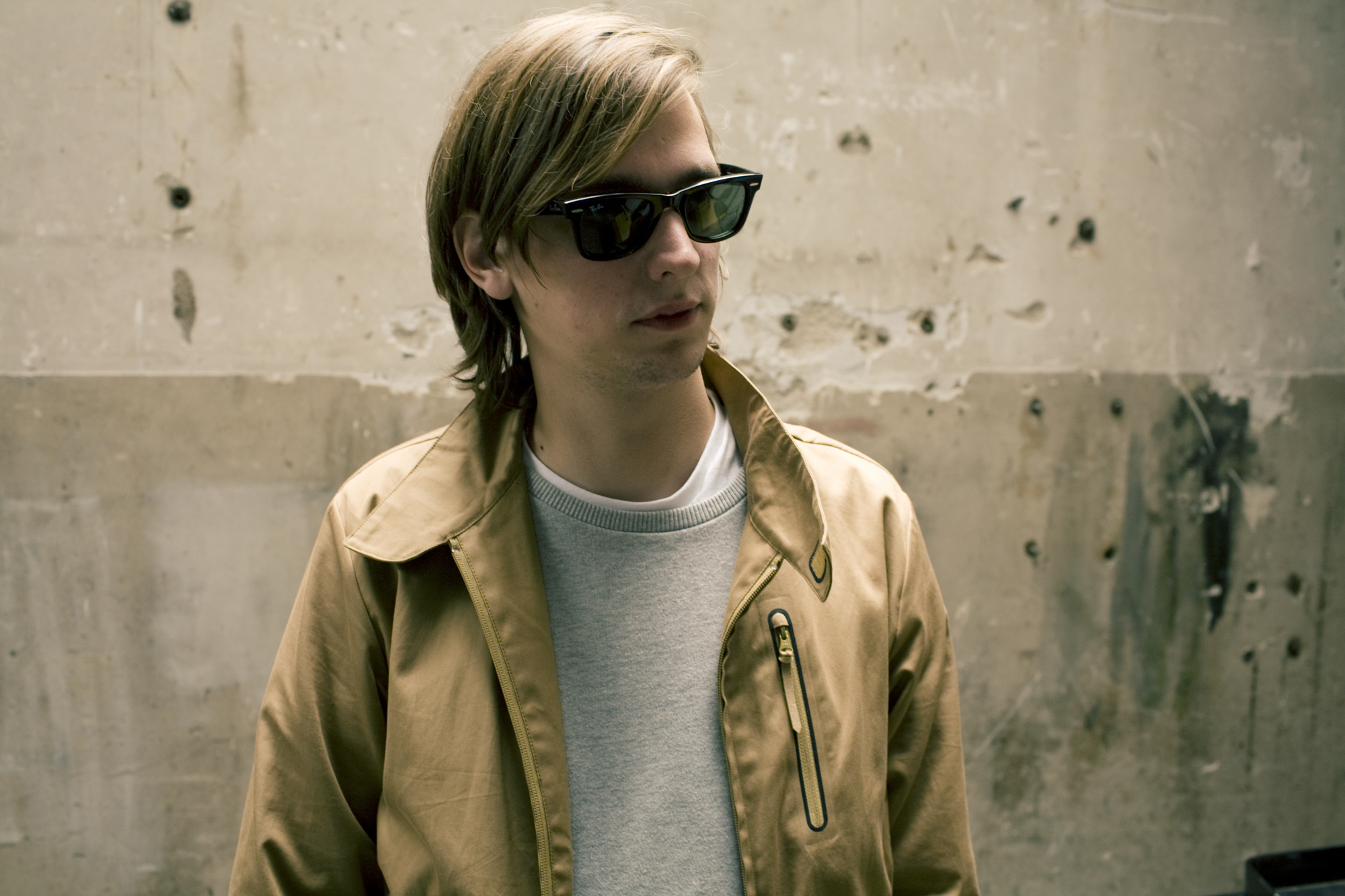
Faberyayo

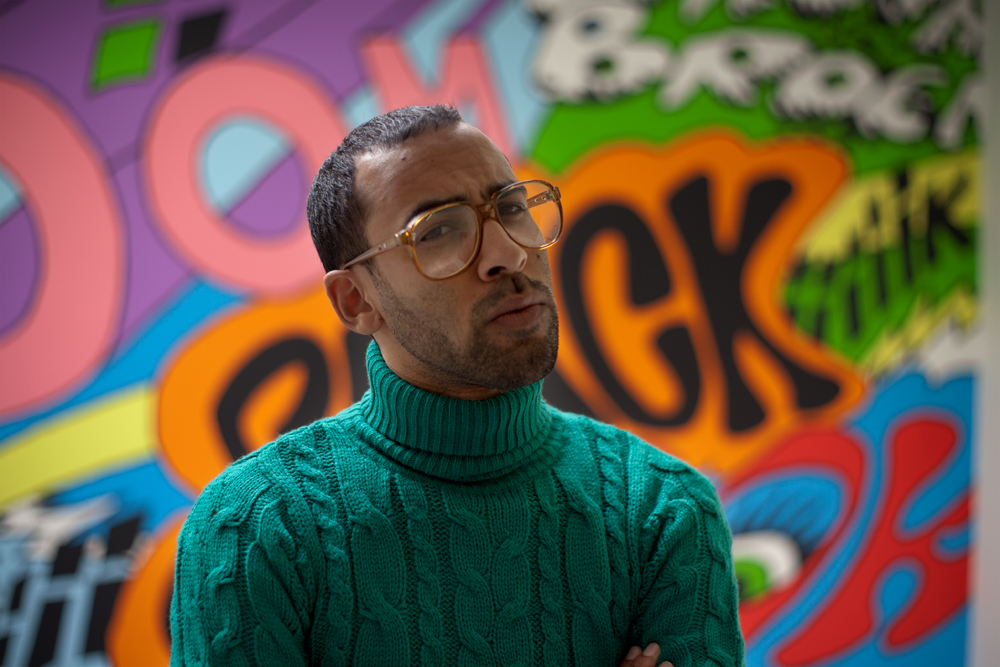
Bas Bron

De Jeugd van Tegenwoordig (kort ook wel De Jeugd genoemd) is een Nederlandse rapformatie, die in 2005 bekend werd met Watskeburt?! De leden van de groep zijn rappers Willie Wartaal, Vieze Fur en Faberyayo en producent Bas Bron. De stijl van de groep kenmerkt zich door beats met sterke invloeden uit de elektronische muziek.

## Geschiedenis

### Ontstaan
De groep heeft zijn oorsprong in een project van Bas Bron om nummers te produceren met raps van verschillende Nederlandse rappers. Bron maakte al eerder met onder andere Pepijn Lanen Nederlandstalige rapmuziek als De Spaarndammerbuurtkliek. Nadat watskeburt een populair straattaalwoord werd in Amsterdam, besloten de twee een nummer rond dit woord op te nemen, aanvankelijk vooral bedoeld voor vrienden. Freddy Tratlehner, die Lanen al kende als rapper en deel was van de groep die het woord gepopulariseerd had, kwam met een gemeenschappelijke vriend naar de studio voor de opnames en er werd besloten dat hij mee zou rappen in het nummer.
Tratlehner was al bevriend met Olivier Locadia en vormde samen met hem het rapduo Baksteen. Locadia rapte niet op Watskeburt?!, maar nam later met Bron en Tratlehner het nummer Voorjekijkendoorlopen op. Bron besloot vervolgens om met de drie een album op te nemen, in plaats van met een steeds wisselende samenstelling van rappers. De naam De Jeugd van Tegenwoordig is afgeleid van een T-shirt dat de broer van Lanen droeg, waarop de naam stond afgedrukt.
Bij de interviews rond het uitbrengen van Watskeburt?! verkondigde De Jeugd graag onzin over hun ontstaansgeschiedenis. Zo zou Lanen de tekst van Watskeburt?! in de metro hebben gevonden. De biografie die het nummer bij verschijnen vergezelde, meldt dat de drie elkaar bij een auditie voor Idols hebben ontmoet. Dit onwaarschijnlijke gegeven werd in enkele media zelfs braaf overgenomen, deels omdat de drie er in interviews vaak alleen maar wat schepjes bovenop deden.

### Watskeburt?!
De beat van Watskeburt?! werd eind 2004 gemaakt door Bas Bron. De tekst werd geschreven door Vieze Fur en Faberyayo. De uitdrukking 'Watskeburt' ontleenden ze overigens aan de Nederlandse rapper Heist Rockah. Op 16 mei 2005 werd de single van Watskeburt?! uitgebracht door Magnetron Music in samenwerking met Top Notch. Het nummer sloeg aanvankelijk niet aan, maar werd door enkele radiozenders opgepikt. Op 4 juni kwam Watskeburt?! de Nederlandse Top 40 binnen. Het nummer werd een grote hit en verdrong een paar dagen later Geef mij je angst van Guus Meeuwis van de nummer 1-positie. In dezelfde week dat Watskeburt?! op 1 in de Single Top 100 kwam, stond de groep in het voorprogramma van Snoop Dogg in Ahoy. In augustus van datzelfde jaar stonden ze ook op Lowlands.
Zoals zoveel opmerkelijke hits was Watskeburt?! rijp voor parodieën. Waarsmebird en Opkeplurt zijn slechts enkele voorbeelden. Er verscheen tevens een Duitse, Friese, West-Friese, Achterhoekse en Brabantse versie van de plaat. In de studentenwereld bleef Watskeburt?! ook niet onopgemerkt. De cultparodie Noggeneukt?! van De Student van Tegenwoordig verwierf met name in de studentenstad Utrecht grote bekendheid. Ook werd door Boomerang een gratis ansichtkaart uitgebracht met daarop de titel van het nummer. In Groningen dook de parodie Supermooi! op. Door online jongerenmagazine Spunk werd de songtekst naar aanleiding van het verschijnen van het nummer in het buitenland in het Duits vertaald onder de titel Watspassiert?!.
Ook in Vlaanderen werd Watskeburt?! een hit; het nummer werd veel gedraaid door Studio Brussel en andere radiozenders. Er werd een jumpstyle-versie van het nummer gemaakt, genaamd Watskejump.

### Parels voor de zwijnen
Op 23 augustus 2005 behaalde De Jeugd van Tegenwoordig een primeur met het nummer Voorjekijkendoorlopen door als eerste Nederlandse band een nummer als ringtone uit te brengen voordat het als single gepresenteerd werd. Het nummer bleef in de Tipparade steken. Tevens wonnen zij in 2005 de prijs voor meest bekeken clip.
In 2005 kwam ook hun debuutalbum Parels voor de zwijnen uit met 20 nummers. De Jeugd van Tegenwoordig kreeg een Dutch Mobo Award voor Beste Doorbraak. Van het album werden slechts 8000 exemplaren verkocht.
Vanaf 17 oktober kregen ze een eigen programma, Hard Gaan, op de tv-zender The Box.
Buiten het album om bracht De Jeugd van Tegenwoordig in december 2005 een single uit met Katja Schuurman, genaamd Ho Ho Ho. In het programma Katja vs Bridget streden Katja Schuurman en Bridget Maasland in de laatste uitzending om de overwinning. Maasland deed een kerstnummer samen met Jan Smit en won hiermee de uitzending. Schuurman won echter het seizoen van het versusprogramma. De clip van Ho Ho Ho werd opgenomen in een seksclub.
In 2006 ontving De Jeugd van Tegenwoordig de prijs voor beste nieuwkomer bij de 3FM Awards en bij Edison Music Award. In Duitsland en Engeland werd het nummer Watskeburt?! uitgebracht. Verder maakten ze een nummer samen met Luie Hond: Poes in de Playboy.
Vanaf 8 september waren ze vier weken te volgen bij BNN op Nederland 3 in de soap De Jeugd Van Tegenwoordig op hun Best.
De groep werd genomineerd voor de Urban Awards, TMF Awards 2006 en Gouden Greep.
In 2007 kwam de single Shenkie uit. Samen met TMF verzon De Jeugd van Tegenwoordig een wedstrijd voor de clip. Hun dvd Tarrels voor de Zwijnen kwam uit met videoclips, alle afleveringen van de miniserie Hard Gaan en nooit eerder vertoond beeldmateriaal. Het nummer Shenkie werd genomineerd voor beste nummer/single en beste clip bij de Urban Awards en Gouden Greep.

### De Machine
De groep maakte op 3 januari 2008 bekend dat het tweede album met veertien nummers klaar was. De Machine lekte 18 april op het internet en lag vanaf 25 april in de winkel. De eerste single was Hollereer. De videoclip voor Hollereer werd op vrijdag 4 april voor het eerst uitgezonden op TMF en was het debuut van IM Creative Productions (IMCP). Daarna volgden Wopwopwop (De Tentbakkers) en Datvindjeleukhè. Met het album De Machine wonnen ze de 3Voor12Award voor beste album van 2008. Ook won de groep een MTV Award voor beste Nederlandse/Belgische artiest. Ze werden bij de State Awards in vijf categorieën genomineerd, maar wisten in geen van deze categorieën de prijs ook te winnen.
Toen de groep op 14 januari 2009 te gast was bij het televisieprogramma De Wereld Draait Door presenteerden de rappers voor het eerst de videoclip van hun single Buma in me zak, dat volgens de band zelf de allerziekste videoclip uit de Nederlandse geschiedenis was geworden. Het nummer refereert aan het bedrijf Buma/Stemra, een organisatie die in Nederland een monopolie heeft op het incasseren van auteursrechten op muziekwerken. De bijbehorende clip was geïnspireerd op de videoclip van het nummer Can you feel it van The Jackson 5. Uiteindelijk werden voor het album zeven videoclips gemaakt, maar geen van deze nummers wist de Nederlandse top 40 te bereiken. Deze donkere jongen komt zo hard bereikte alleen in Vlaanderen enige mate van populariteit.
De Jeugd stond in 2009 op Pinkpop en Rock Werchter en werd genomineerd voor een 3FM-, TMF- en Edison Award.

### De lachende derde
De opnamen voor De lachende derde vonden plaats in de winter van 2009-2010 en op 26 november 2010 kwam het album uit. De eerste single van het album was Sterrenstof. De teksten van het album zijn, samen met alle eerdere teksten van De Jeugd, opgenomen in het boek Handboek der Jeugd, dat in juni 2011 is verschenen bij Nijgh & Van Ditmar
In België mochten Vieze Fur, Faberyayo, Willie Wartaal en Bas Bron het festival Rock Werchter openen.
Op 18 augustus 2012 stond de groep op Lowlands 2012. Na enkele nummers komen ze op het podium bij de Belgen Triggerfinger en voeren ze het lied Sexy beesten uit. Op 12 april 2012 won De Jeugd van Tegenwoordig tijdens de 3FM Awards de prijs voor Beste Artiest HipHop.

### Ja, Natúúrlijk!
Op 7 juni 2013 bracht de groep de single De formule uit. Op 7 augustus 2013 verscheen de single Een barkie. Dit is de tweede single van het voor 27 september 2013 geplande album, genaamd Ja, Natúúrlijk!. Op 17 september 2013 presenteerde De Jeugd hun derde single, Prinsjesdag, die op Prinsjesdag gratis te downloaden was. De vierde single van het album werd Het mysterie van de koude schouder.

### ManonenDe Jeugd, Vertegenwoordigd
Op 23 oktober 2015 werd het vijfde album uitgebracht, Manon. Het bevat twaalf nummers. De single Manon verscheen op 5 september dat jaar. Met het album Manon maakte De Jeugd een ode aan de vrouw. Ook brachten ze een videoclip uit: een 3-in-1 video voor de singles Zakmeuitdeheup, BPM69 en Lente in bed.
Dat jaar bestond De Jeugd van Tegenwoordig tevens tien jaar en in dat kader vroegen zij bevriende artiesten een van hun nummers uit te voeren, die op 15 januari 2016 op de cd De Jeugd, Vertegenwoordigd verschenen. Onder meer Guus Meeuwis, Nielson, Glennis Grace, Raymond van het Groenewoud, The Kik en Frank Boeijen verleenden hun medewerking. Op 20 december 2016 vond tevens de première plaats van musical Watskeburt?! met poppen.

### Luek
Op 16 februari 2018 verscheen het zesde album van De Jeugd, Luek met dertien nummers op. De single Gemist werd 28 november 2017 uitgebracht, bijna drie maanden voor het album. De titel Luek werd door een aantal streamingdiensten ten onrechte als Leuk gespeld. Muziekkrant OOR schreef in zijn recensie: Op Luek wordt er ouderwets getrokken en gesjord aan de Nederlandse taal om die in te passen in rijm of refrein. De Jeugd blijft ongrijpbaar op hoog niveau. Er zit geen enkele slijtage op.

### Anders (Different)
Op 9 november 2018 verscheen het zevende album van De Jeugd, Anders (Different). Het album bevat 12 nummers die op verschillende manieren teruggrijpen op de (rock)muziek van vroeger. De aankondiging van het zevende album was erg onverwacht, omdat amper 9 maanden eerder het Luek uitgebracht werd. Toch verscheen op 2 november de single Ik kwam haar tegen in de moshpit samen met de aankondiging van het nieuwe album.

### Moderne manieren
Op 11 augustus 2023 verscheen het achtste album van De Jeugd, Moderne manieren. Het album bevat dertien nummers. De aankondiging van het album was vijf jaar na het uitbrengen van het vorige album.

### Bestseller 60
| Boeken met noteringen in de Nederlandse Bestseller 60 | Jaar van verschijnen | Datum van binnenkomst | Hoogste positie | Aantal weken | Opmerkingen |
| ----------------------------------------------------- | -------------------- | --------------------- | --------------- | ------------ | ----------- |
| Handboek der Jeugd                                    | 2011                 | 29-06-2011            | 49              | 1            |             |
| Ook maar mensen                                       | 2015                 | 27-05-2015            | 43              | 1            |             |
| Tekstboek Jeugd                                       | 2025                 | 19-03-2025            | 11              | 1            |             |

## Prijzen en nominaties
| Jaar | Prijs               | Categorie             | Muziek                 | Nr.    |
| ---- | ------------------- | --------------------- | ---------------------- | ------ |
| 2005 | Dutch Mobo Award    | Beste Doorbraak       |                        | Win    |
| 2006 | Urban Awards        | Beste Album           | Parels voor de zwijnen | Nom    |
| 2006 | Urban Awards        | Beste Download        | Poes in de Playboy     | Nom    |
| 2006 | Gouden Greep        |                       |                        | Nom    |
| 2006 | TMF Awards          | Beste Urban Act       |                        | Nom    |
| 2006 | 3FM Award           | Beste Nieuwkomer      |                        | Win    |
| 2006 | Edison Music Awards | Beste Nieuwkomer      |                        | Win    |
| 2007 | Urban Awards        | Beste Single          | Shenkie                | Nom    |
| 2007 | Gouden Greep        | Beste Nummer          | Shenkie                | Nom    |
| 2007 | Gouden Greep        | Beste Clip            | Shenkie                | Nom    |
| 2008 | State Awards        | Beste Album           | De machine             | Nom    |
| 2008 | State Awards        | Beste Groep           |                        | Nom    |
| 2008 | State Awards        | Beste Live-act        |                        | Nom    |
| 2008 | State Awards        | Beste Single          | Hollereer              | Nom    |
| 2008 | State Awards        | Beste Clip            | Hollereer              | Nom    |
| 2008 | 3VOOR12 Award       | Beste Album           | De machine             | Win    |
| 2008 | 3VOOR12 Award       | Song van het Jaar     | Hollereer              | Nr. 5  |
| 2008 | Dutch MTV Awards    | Beste Nederlandse Act |                        | Win    |
| 2009 | Edison Music Awards | Beste Groep           |                        | Nom    |
| 2009 | Edison Music Awards | Beste Song            | Hollereer              | Nom    |
| 2009 | Edison Music Awards | Beste Album           | De machine             | Nom    |
| 2009 | TMF Awards          | Beste Live Act        |                        | Nom    |
| 2009 | 3FM Award           | Beste Album           | De machine             | Nom    |
| 2009 | 3FM Award           | Beste Alternative Act |                        | Nom    |
| 2010 | 3VOOR12 Award       | De Gouden Luisterpaal | De lachende derde      | Win    |
| 2010 | 3VOOR12 Award       | Song van het Jaar     | Sterrenstof            | Nr. 6  |
| 2011 | State Awards        | Beste Groep           |                        | Nom    |
| 2011 | State Awards        | Beste Album           | De lachende derde      | Win    |
| 2011 | State Awards        | Beste Single          | Sterrenstof            | Nom    |
| 2011 | State Awards        | Beste Live Act        |                        | Nom    |
| 2011 | Dutch MTV Awards    | Best Dutch Act        |                        | Nom    |
| 2011 | 3FM Award           | Beste Artiest Hiphop  |                        | Win    |
| 2011 | 3FM Award           | Beste Album           | De lachende derde      | Nom    |
| 2011 | 3FM Award           | Beste Single          | Sterrenstof            | Win    |
| 2011 | 3VOOR12 Award       | Beste Album           | De lachende derde      | Nom    |
| 2011 | 3VOOR12 Award       | Song van het Jaar     | Get Spanish            | Nr. 26 |
| 2012 | Popprijs 2011       |                       |                        | Win    |

## Trivia
- Samen met Brainpower stond De Jeugd Van Tegenwoordig in juni 2005 in het voorprogramma van Snoop Dogg in Ahoy' Rotterdam. In het najaar deden ze dit opnieuw, ditmaal in de Heineken Music Hall in Amsterdam.
- In de Nederlandse ondertiteling van de animatiefilm Cars van Pixar/Walt Disney wordt 'Whattup?' vertaald als 'Watskeburt?'.